# Phronia bicuspidalis
Phronia bicuspidalis är en tvåvingeart som beskrevs av Uwe Kallweit 1995. Phronia bicuspidalis ingår i släktet Phronia och familjen svampmyggor.
Artens utbredningsområde är Nepal. Inga underarter finns listade i Catalogue of Life.